# Geoffrey Gordon
Geoffrey Gordon (geb. 28. August 1968 in Flint) ist ein US-amerikanischer Komponist.

## Leben
Gordon wuchs in New York auf, besuchte die Highschool in Detroit und absolvierte eine Ausbildung als Sänger und Komponist. Während des International New Music Program 1999 spielte die Riverside Symphony die Uraufführung seines Concerto in One Movement für Violine und Orchester. Am 31. Dezember desselben Jahres spielte das Milwaukee Symphony Orchestra unter Leitung von Andreas Delfs die Uraufführung der Auftragskomposition Millenniumiana.
Für die Cellistin Elizabeth Morrow komponierte Gordon Lorca Musica für Cello solo nach Motiven seines Balletts The House of Bernarda Alba von 1995. Sie nahm das Stück für ihr Album Soliloquy auf und spielte es beim World Cello Congress 2000. Als Fellow der Composers Conferenc'e am Wellesley College komponierte die Sonate da chroma für Instrumentalensemble und Cembalo, die beim Music 2000 Festival in Cincinnati gespielt wurde. Im selben Jahr spielte das Ensemble Aleph sein kammermusikalisches Werk Caravaggio beim First International Composers Forum in Cannes.
2001 spielte die Riverside Symphony die Uraufführung des An Imagined Poussin Triptych für Streichorchester. 2004 wurden Kompositionen Gordons in das Programm der North River Music Series im Greenwich House in New York aufgenommen. Im selben Jahr erhielt er einen Kompositionsauftrag für ein Werk für die Blockflötistin Clea Galhano und die Cembalistin Vivian Montgomery; das Stück Echoes of Ferrara wurde 2006 uraufgeführt.
Fallen Eve für Mezzosopran und gemischtes Ensemble nach Texten von Ted Hughes wurde beim Französisch-amerikanischen Musikfestival in Paris 2007 aufgeführt. 2009 gewann er den Aaron Copland Award und wurde Composer in Residence am Aaron Copland House. In diesem Jahr wurden eine Komposition im Rahmen des Projektes Meet the Composer und ein Auftragswerk des Parker String Quartet uraufgeführt.